# (7769) Okuni
(7769) Okuni es un asteroide que forma parte del cinturón de asteroides y fue descubierto por Satoru Otomo desde Kiyosato, Japón, el 4 de noviembre de 1991.

## Designación y nombre
Okuni fue designado al principio como 1991 VF4.
Más adelante, en 2001, se nombró en honor del astrónomo aficionado japonés Tomimaru Okuni.

## Características orbitales
Okuni está situado a una distancia media de 2,434 ua del Sol, pudiendo acercarse hasta 2,079 ua y alejarse hasta 2,79 ua. Tiene una inclinación orbital de 7,146 grados y una excentricidad de 0,146. Emplea en completar una órbita alrededor del Sol 1387 días. El movimiento de Okuni sobre el fondo estelar es de 0,2595 grados por día.

## Características físicas
La magnitud absoluta de Okuni es 13,2.